# Ville Jalasto
Ville Jalasto (ur. 16 kwietnia 1986 w Espoo) – fiński piłkarz grający na pozycji obrońcy, zawodnik norweskiego klubu Kongsvinger IL.

## Życiorys

### Kariera klubowa
Karierę piłkarską Jalasto rozpoczął w klubie FC Honka. W 2005 awansował do kadry pierwszej drużyny i w tamtym roku zadebiutował w pierwszej lidze fińskiej. Od czasu debiutu był podstawowym zawodnikiem zespołu. W 2008 wywalczył z Honką wicemistrzostwo Finlandii. W Honce grał do końca 2008.
Na początku 2009 Jalasto zmienił klub i podpisał kontrakt z norweskim Aalesunds FK. W norweskiej lidze swój debiut zanotował 13 kwietnia 2009 w meczu z Odds BK (2:4). W latach 2009 i 2011 zdobył z Aalesunds Puchar Norwegii. W 2012 przeszedł do Stabæk Fotball. W grudniu 2015 podpisał dwuletni kontrakt z HJK z możliwością przedłużenia o rok.
8 stycznia 2019 podpisał kontrakt z norweskim klubem Kongsvinger IL, umowa do 31 grudnia 2020.

### Kariera reprezentacyjna
W 2009 Jalasto był podstawowym zawodnikiem reprezentacji Finlandii na Mistrzostwach Europy U-21 w Szwecji.
W dorosłej reprezentacji Jalasto zadebiutował 29 maja 2010 w zremisowanym 0:0 towarzyskim meczu z Polską.

## Statystyki

### Klubowe
Stan na 29 września 2019
| Sezon | Klub           | Kraj      | Rozgrywki     | Mecze | Bramki |
| ----- | -------------- | --------- | ------------- | ----- | ------ |
| 2005  | FC Honka       | Finlandia | Veikkausliiga | 23    | 2      |
| 2006  | FC Honka       | Finlandia | Veikkausliiga | 9     | 0      |
| 2007  | FC Honka       | Finlandia | Veikkausliiga | 26    | 0      |
| 2008  | FC Honka       | Finlandia | Veikkausliiga | 25    | 2      |
| 2009  | Aalesunds FK   | Norwegia  | Tippeligaen   | 23    | 0      |
| 2010  | Aalesunds FK   | Norwegia  | Tippeligaen   | 27    | 0      |
| 2011  | Aalesunds FK   | Norwegia  | Tippeligaen   | 25    | 0      |
| 2012  | Aalesunds FK   | Norwegia  | Tippeligaen   | 9     | 0      |
| 2012  | Stabæk Fotball | Norwegia  | Tippeligaen   | 11    | 1      |
| 2013  | Stabæk Fotball | Norwegia  | Adeccoligaen  | 28    | 1      |
| 2014  | Stabæk Fotball | Norwegia  | Tippeligaen   | 21    | 2      |
| 2015  | Stabæk Fotball | Norwegia  | Tippeligaen   | 29    | 3      |
| 2016  | HJK            | Finlandia | Veikkausliiga | 25    | 1      |
| 2017  | HJK            | Finlandia | Veikkausliiga | 20    | 2      |
| 2018  | HJK            | Finlandia | Veikkausliiga | 15    | 1      |
| 2019  | Kongsvinger IL | Norwegia  | 1. divisjon   | 15    | 1      |